# Фунтовий кекс
Фунтовий кекс, фунтовий пиріг (англ. Pound cake) — це різновид кекса, який традиційно готують з одного фунта кожного з чотирьох інгредієнтів: борошна, масла, яєць і цукру. Фунтові кекси зазвичай випікають або у формі для хліба, або у формі Бандт. Іноді їх подають або посипаними цукровою пудрою, злегка глазурованими, або вкритими глазур'ю.

## Історія
Вважається, що фунтовий пиріг має північноєвропейське походження і датується початком XVIII століття. Рецепт фунтового пирога міститься в «Мистецтві кулінарії» Ханни Гласс, опублікованій у 1747 році. У першій американській кулінарній книзі «Американська кулінарія» (1796) міститься рецепт фунтового пирога.
Згодом інгредієнти фунтового кекса змінювалися. Еліза Леслі, яка написала видання «Кулінарні вказівки» 1851 року, використала 10 яєць, збила їх якомога легше, змішала з фунтом борошна, а потім додала сік двох лимонів або трьох великих апельсинів. Це змінило смак і текстуру торта. У номері Saveur за 2008 рік Джеймс Віллас писав, що борошно для тортів не може замінити борошно універсального призначення, оскільки воно не має щільності, щоб підтримувати важке тісто.
У ранній варіації цього пирога частину борошна замінювали кукурудзяним борошном, виготовленим із сушеної кукурудзи, яке потім називали Індійською їжею. Рецепт Індійського фунтового кекса був вперше опублікований у 1828 році Елізою Леслі та пізніше включений до «Книги індійських страв», яка була опублікована у Лондоні в 1846 році, коли люди в Ірландії шукали альтернативи дорогому пшеничному борошну.

## Варіації

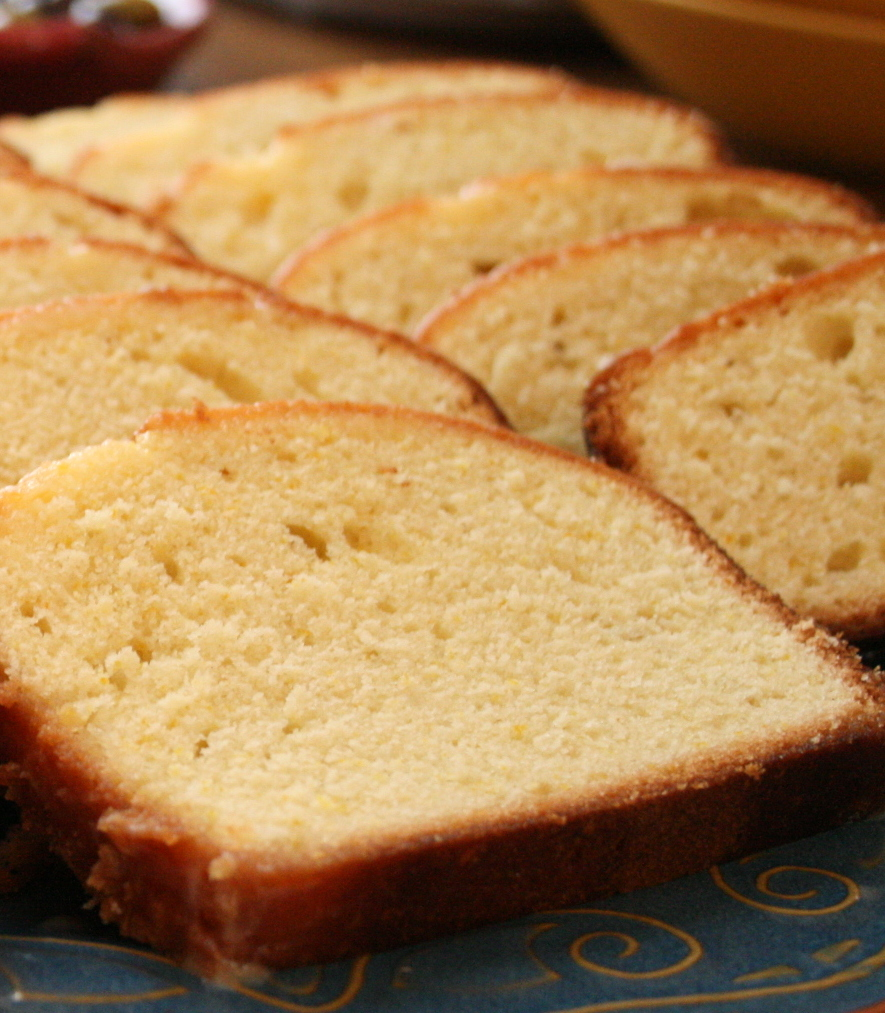
Скибочки фунтового кекса

Існують численні варіації традиційного фунтового пирога, у деяких країнах і регіонах є відмінні стилі. Вони можуть включати додавання ароматизаторів (таких як екстракт ванілі або екстракт мигдалю) або сушених фруктів (таких як смородина або сушена журавлина), а також зміни оригінального рецепту для зміни характеристик отриманого кексу. Наприклад, можна додати харчову соду або розпушувач під час випікання, що призведе до менш щільного торта. Кулінарна олія (як правило, рослинна олія) іноді замінюється частково або цілком маслом, завдяки чому вдається отримати більш вологий пиріг. Фунтовий пиріг зі сметаною — популярний варіант у Сполучених Штатах, який передбачає заміну частини масла сметаною, що також приводить до отримання більш вологого пирога з особливим присмаком. Деякі з цих варіацій можуть кардинально змінити текстуру та смак фунтового пирога, але назва фунтовий пиріг зазвичай залишається. Деякі варіації описані нижче.

### Французький стиль
Фунтовий пиріг подають у Франції. Назва фунтового пирога quatre-quarts означає «чотири чверті». У кожній із чотирьох чвертей однакові ваги. За традицією, популярний пиріг у французькому регіоні Бретань, як випливає з назви, використовує однакову кількість чотирьох інгредієнтів, але без додавання будь-яких фруктів. Однак у країнах Карибського басейну, де розмовляють французькою, традиційно додають ром до інгредієнтів для святвечора або навіть бананове пюре для додаткової вологи. У деяких випадках французи могли збивати яєчні білки замість цілих яєць, щоб полегшити тісто. Інші варіанти включають додавання шоколаду або лимонного соку для аромату.

### Мексиканський стиль
У Мексиці фунтовий пиріг називають panqué. Базовий рецепт мексиканського panqué дуже схожий на традиційний американський рецепт. Найпоширенішими варіантами є panqué con nueces (фунтовий пиріг з волоськими горіхами) і panqué con pasas ((фунтовий пиріг з родзинками).

### Колумбійський і венесуельський стиль
Ponque — це колумбійська та венесуельська версія фунтового пирога: термін ponqué сам по собі є іспанським фонетичним наближенням слова pound-cake (фунтовий кекс). По суті, Ponque — це кекс, просочений вином, покритий кремом або цукром, і він дуже популярний на днях народження, весіллях та інших світських святах.

### Німецький стиль

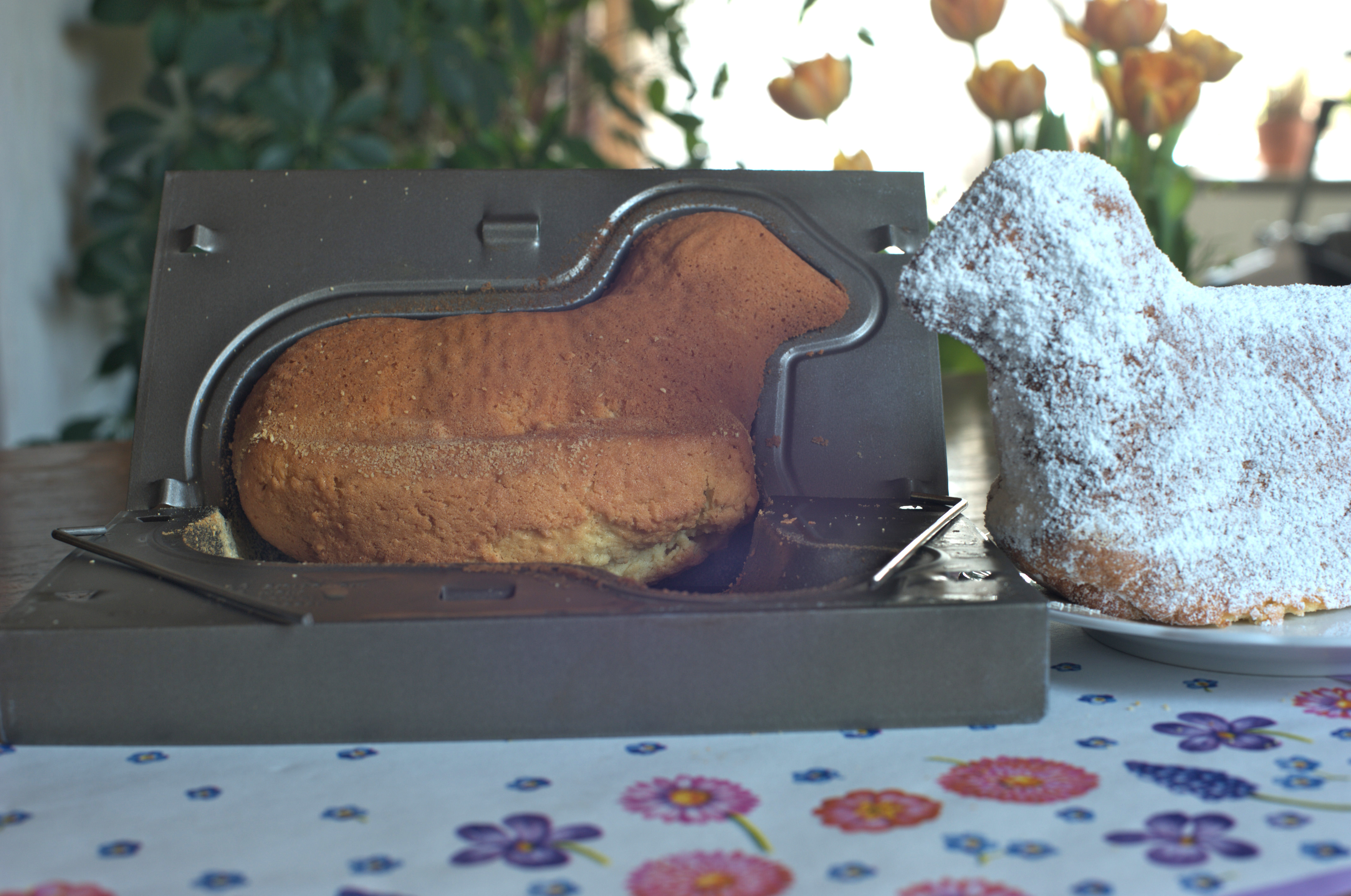
Традиційний німецький Osterlamm, який часто виготовляється з Eischwerteig mit Fett

Німецький термін Rührkuchen (змішаний пиріг) відноситься до будь-якого виду торта, де тісто готується шляхом змішування борошна, масла, яєць, цукру та часто молока. Концепція рівних пропорцій перших чотирьох інгредієнтів не є загальноприйнятою, але, тим не менш, цей стиль тіста для кексів є основою багатьох популярних рецептів кексів. З простим додаванням горіхів, какао, сухофруктів і спирту, а також з використанням різних форм і розмірів форм виходить широкий вибір традиційних німецьких кексів. Наприклад, це тісто або його незначна варіація часто використовується для приготування пирогів у формі для хліба (Orangenkuchen — апельсиновий кекс; Nusskuchen — горіховий кекс), мармурові кекси у формі (Marmorkuchen) та інші смакові комбінації у спеціальних формах (Falscher Rehrücken — підроблене сідло з оленини з гірким шоколадом і мигдалем, Osterlamm — пасхальне ягня з ваніллю і ромом).
Технічною мовою професійної випічки в Німеччині ці рецепти класифікуються як Eischwerteig mit Fett («тісто, густе, як яйце, з маслом»). Наприклад, у підручнику німецької кулінарної професійної школи 1980-х років основний рецепт такого торта, випеченого в роз'ємній формі 26 см (10 дюймів), дають чотири яйця, три ваги яєць вершкового масла, чотири ваги яєць цукру, три ваги яєць борошна та одну вагу яйця крохмалю. Це близько до англійського фунта кожного і чотирьох рівних чвертей французького.

## Вишневий кекс

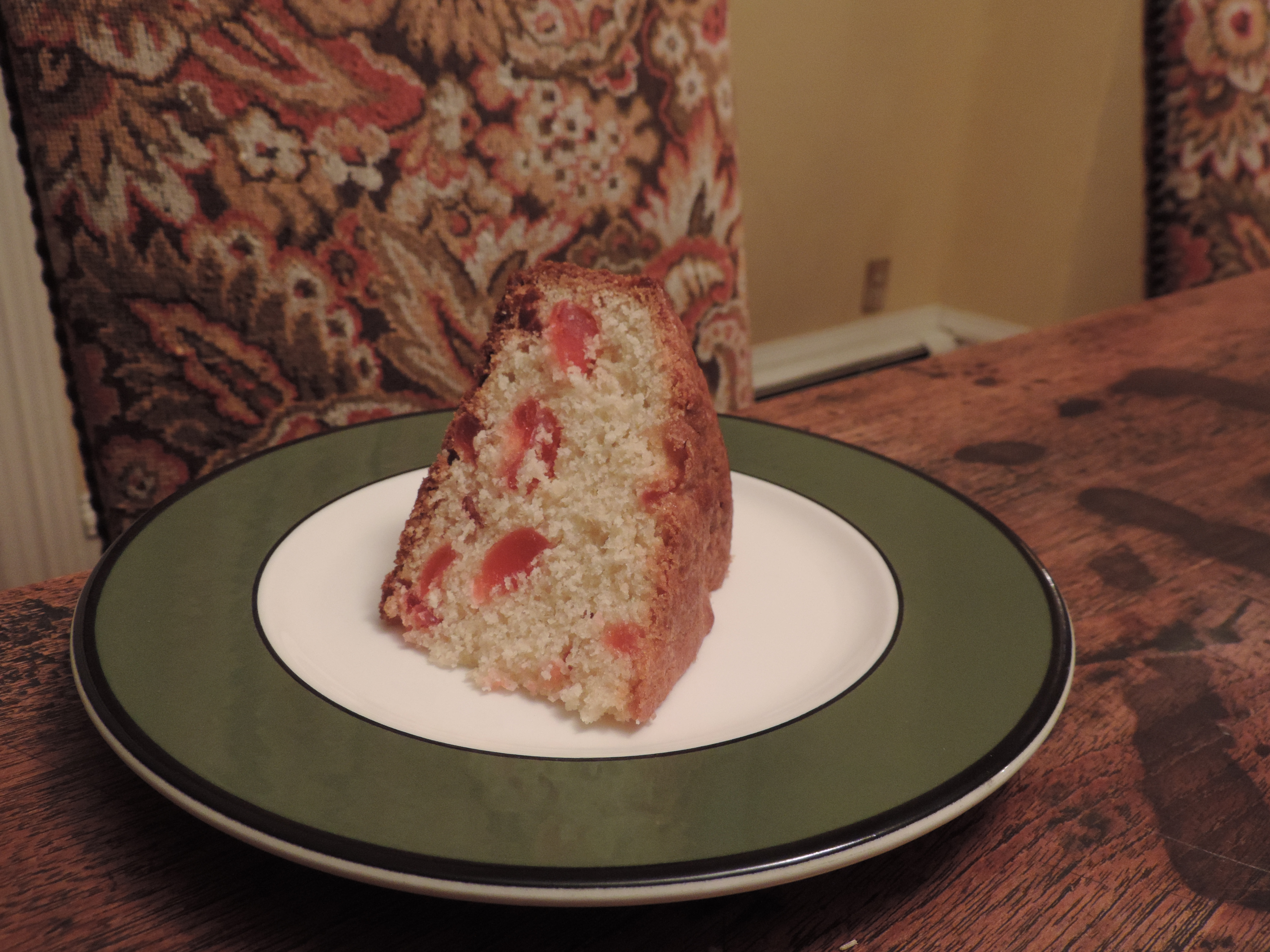
Шматок Вишневого кекса

Вишневий кекс (англ. Cherry cake) — традиційний британський кейк. У складі кексу є кандизовані вишні, рівномірно розподілені у бісквітному кексі Мадейра; його також можна розглядати як базову або тривіальну варіацію фунтового кекса. Кандизовані вишні використовують тому, що волога у свіжих вишнях змушує їх опускатися на дно будь-якого торта, псуючи форму торта.
Кекси з вишнею зустрічаються і в багатьох інших кухнях.